# Mușchi membru inferior
În funcție de topografia lor, mușchii membrului inferior se pot împărți în:
- mușchii șoldului;
- mușchii coapsei;
- mușchii gambei;
- mușchii labei piciorului.